# Jake Packard
Jake Packard (ur. 20 czerwca 1994 w Penrith) – australijski pływak specjalizujący się w stylu klasycznym, medalista igrzysk olimpijskich i mistrzostw świata.

## Kariera pływacka
W 2015 roku na mistrzostwach świata w Kazaniu zdobył srebrny medal w sztafecie 4 × 100 m stylem zmiennym. W konkurencji 100 m stylem klasycznym uzyskał czas 59,44 i zajął piąte miejsce.
Rok później, podczas igrzysk olimpijskich w Rio de Janeiro wraz z Mitchem Larkinem, Davidem Morganem i Kyle’em Chalmersem wywalczył brązowy medal w wyścigu sztafet 4 × 100 m stylem zmiennym. Na dystansie 100 m stylem klasycznym uzyskał czas 59,48 i uplasował się na dziewiątym miejscu.